# Christophe Izard
Pour les articles homonymes, voir Izard (homonymie).
Christophe Izard est un homme de télévision français né le 30 mai 1937 à Paris 7e et mort le 31 juillet 2022 à Achères-la-Forêt.
Il est surtout connu comme concepteur de programmes pour la jeunesse sur TF1 entre 1974 et 1987, où il a notamment lancé le personnage de Casimir dans la série jeunesse L'Île aux enfants, version française de Sesame Street de Children Television Workshop dont le pilote français fut réalisé par David Niles (ex Captain Video) pour la Société COFCI. 
Il a ensuite été directeur du service jeunesse de France 2.
Il a écrit de nombreuses séries animées pour enfants, dont Albert le cinquième mousquetaire.

## Biographie

### Famille
Christophe Izard est le fils de l'homme politique et avocat Georges Izard, et de son épouse, Catherine Daniélou, et le petit-fils de l'homme politique et de lettres Charles Daniélou et de Madeleine Daniélou (née Madeleine Clamorgan), fondatrice des écoles éponymes, et le neveu du cardinal Jean Daniélou et de l'indianiste Alain Daniélou. Il est l'oncle de la romancière Emmanuelle de Boysson, fille de sa sœur.

### Études et débuts
Christophe Izard est né en 1937 à Paris. Après des études de droit, Christophe Izard débute comme saxophoniste dans un orchestre de jazz. Passionné de musique, il se voit ouvrir les portes de la revue Jazz Magazine par Boris Vian. Il rédige aussi des chroniques pour France-Soir (rubrique Disque et Music-Hall) et Le Journal du dimanche. Il est, le 25 février 1966, le témoin de mariage de Chantal Goya et Jean-Jacques Debout.

### Carrière
Christophe Izard entame sa carrière télévisuelle en 1968 lorsqu'il devient producteur de variétés pour l'ORTF, avec des émissions telles que À l'affiche du monde (prix du Meilleur homme TV de l'année en 1970), Tilt ou L'invité du dimanche. Il participe également à la rédaction d’Info Première, le journal télévisé de l'époque, et rédige par ailleurs divers ouvrages, dont des romans policiers dans la collection Crime Club (La mort par pitié, La Mort avait mis des gants) et un recueil sur Gilbert Bécaud.
En 1971, il écrit et produit La Lucarne magique, une comédie musicale réunissant de nombreuses vedettes de l'époque : Daniel Prévost, Sheila, Charles Trenet, Michel Polnareff, Michel Fugain, Carlos... et même, dans leurs propres rôles, les présentateur/présentatrice de télévision Léon Zitrone et Denise Glaser.
En 1974, il devient concepteur et producteur de programmes pour la jeunesse. On lui doit de nombreuses émissions, qui marqueront toute une génération : L'Île aux enfants (sketches écrits au départ pour encadrer les séquences de Sesame Street, l'émission américaine de Children Television Workshop), Les Visiteurs du mercredi, Le Village dans les nuages, Salut les Mickey.
Il est producteur d'émissions jeunesse sous la direction d'Éliane Victor.
Il crée alors la société Calipa Productions et produit de nombreux programmes dont l’émission Zappe ! Zappeur pour TF1, puis Les Frustrés, adapté de Claire Bretécher, pour Antenne 2. 
En 1988, il se voit confier la direction des programmes jeunesse  d'Antenne 2. En 1990, devenu producteur indépendant, il lance sur A2 l'émission hebdomadaire Hanna-Barbera dingue dong.
En 1991, il travaille comme auteur à France Animation, et écrit des programmes tels qu'Albert le cinquième mousquetaire, Robinson Sucroë, Ivanoé chevalier du Roi, Les Babalous ou Patrouille 03.
Le 26 août 2009, il est condamné collectivement au Canada dans l'affaire opposant la production à Claude Robinson, accusée d'avoir copié le dessin du personnage inspiré de l'œuvre intitulée Les Aventures de Robinson Curiosité pour produire l'émission pour enfants nommée Robinson Sucroë. Le 23 décembre 2013, la Cour suprême du Canada confirme le jugement[réf. souhaitée].

### Mort
Christophe Izard meurt le 31 juillet 2022 à Achères-la-Forêt,.

## Filmographie
- 1975 : Brok et Chnok
- 1979-1981 à la télévision : Les Aventures de Plume d'Élan
- 1979 : Les Poï-Poï
- 1983 : Georges le Rouge-Gorge
- 1984 : Les Souvenirs d'Oscar et Emilien
- 1985 : Le Village dans les nuages
- 1992 : La Légende de Croc-Blanc
- 1992 : Chip & Charly
- 1994 : Albert le cinquième mousquetaire
- 1994 : Les Contes du chat perché
- 1994-1997 : Le Monde irrésistible de Richard Scarry
- 1995-1997 : Gadget Boy
- 1995 : Robinson Sucroë
- 1996 : Les Babalous
- 1996 : Urmel
- 1996 : Ivanhoé, chevalier du roi
- 1997 : Souris des villes, souris des champs

## Émissions de télévision
Christophe Izard a produit de nombreuses émissions pour les trois premières chaînes françaises :
- 1971 : La Lucarne magique (comédie musicale diffusée sur l'ORTF)
- 1974-1982 : L'Île aux enfants (Troisième chaîne couleur de l'ORTF / FR3, puis TF1)
- 1975-1982 : Les Visiteurs du mercredi / Les Visiteurs de Noël (TF1)
- 1982-1983 : Mercredi-moi tout (TF1)
- 1982-1983 : Les Pieds au mur (TF1)
- 1982-1985 : Le Village dans les nuages (TF1)
- 1983 : Salut les Mickey (TF1)
- 1987 : Zappe ! Zappeur (TF1)
- 1988-1989 : Calin Matin (Antenne 2)
- 1988-1990 : Graffitis 5-15 (Antenne 2)
- 1989 : Croque-matin (Antenne 2)
- 1990-1996 : Hanna-Barbera dingue dong (Antenne 2 / France 2)
- 1994-1996 : Mercredi mat et Sam'di mat' (France 2)

## Publications
- La mort avait mis des gants, Paris, Denoël, coll. « Crime-club », 1968, 164 p.  (ISBN 2-207-14572-7)
- Gilbert Bécaud, Christophe Izard, Louis Amade, Pierre Delanoë, Maurice Vidalin, Paris, Éditions Seghers, coll. « Poètes d'aujourd'hui », 1972